# Heliotropizm
Heliotropizm – typ fototropizmu polegający na ruchu rośliny w kierunku światła słonecznego (np. obracanie się kwiatu słonecznika za pozornym ruchem Słońca).